# Публий Валерий Попликола (консул 475 пр.н.е.)
Вижте пояснителната страница за други личности с името Публий Валерий Попликола.
Публий Валерий Попликола или Публикола (на латински: Publius Valerius Poplicola; Publicola) е политик на ранната Римска република от 5 век пр.н.е.
Той е от богатия патрициански род Валерии-Попликола. Той е син на Публий Валерий Попликола (един от първите двама консула на Републиката през 509, 508, 507 и 504 пр.н.е.).
През 475 пр.н.е. Публий Валерий Попликола e консул с Гай Навций Руцил.
През 463 пр.н.е. той е interrex. През 460 пр.н.е. той е за втори път консул, колега му е Гай Клавдий Инрегиленсис Сабин.